# Lightning Racer
Lightning Racer sont des montagnes russes racing et un duel de montagnes russes en bois du parc Hersheypark, situé à Hershey, en Pennsylvanie, aux États-Unis. Elles ont ouvert le 13 mai 2000 et ont été construites par la société Great Coasters International.

## Parcours
Le parcours simule une course entre deux trains. Les visiteurs ont le choix entre le côté Thunder (tonnerre), avec des trains verts, et le côté Lightning (éclair), avec des trains rouges. Les trains des deux côtés font les mêmes éléments, mais à des moments différents. Les trains rouges gagnent pourtant la plupart des courses. La vitesse peut être modifiée selon le poids du train, les conditions météorologiques et l'entretien. La vitesse des lift hills peut aussi être légèrement différente.
Pendant les deux premières années de fonctionnement, il y avait des enregistrements pour le train vainqueur, qui incluaient parfois des voix de personnalités locales. Les passagers ont remarqué que pendant la saison 2010 et le début de la saison 2011, les trains verts ont commencé à gagner la plupart des courses.

## Informations additionnelles
Lightning Racer est situé dans la zone Midway America. C'est l'attraction la plus populaire de cette zone, et les trains sont souvent pleins toute la journée. Les temps d'attente ne dépassent souvent pas quinze ou vingt minutes quand les deux trains fonctionnent. Quand un seul train fonctionne, l'attente peut atteindre une heure.
Lightning Racer sont les deuxièmes montagnes russes de Great Coasters International dans le parc. Hersheypark est le seul parc au monde à avoir deux montagnes russes de ce constructeur.

## Classements
| Rang | 13 | 11 | 7 | 10 | 9 | 10 | 10 | 9 | 12 | 10 | 11 |

| Rang | 19 | 24 | 22 | 23 | 23 | 25 | 32 | 32 | 30 | 31 | 34 | 31 |

| Rang | 21 | 27 | 23 | 25 | 25 | 28 | 34 | 33 | 36 | 35 | 36 | 34 |